# Rjana Łužica
A Rjana Łužica a Lausitzban élő szorb nemzetiség himnusza.

## Története
A dal szövege először 1827-ben jelent meg a kézírásban terjesztett Serbska Nowina című újságban, Na sersku Łužicu címen. Szerzője az akkor 23 éves szorb teológushallgató Handrij Zejler volt, aki utóbb a szorb nemzeti újjászületés legfontosabb képviselőjévé vált. A hat versszakból álló szöveget Korla Benjamin Hatas még abban az évben megzenésítette, és első ízben 1827. december 10-én énekelték Lipcsében a lausitzi prédikátortársaság éves gyűlésén.
Miután 1844-ben Zejler és Korla Awgust Kocor zeneszerző egy életre szóló barátságot kötöttek, amelynek eredményeként számos közös művet alkottak, 1845-ben Kocor új dallamot szerzett Zejler szövegéhez. Az új dal először a Kocor által szervezett I. Szorb Dalversenyen hangzott el Bautzenben 1845. október 17-én, és 1923-ban Bjarnat Krawc kezdeményezésére nemzeti himnusszá lépett elő, de manapság csak két versszakát (az elsőt és az utolsót) éneklik.
A szöveget Hendrich Jordan fordította le az eredeti felső szorbról alsó szorb nyelvre.

## Jogállása
Brandenburg tartomány és a Szász Szabadállam szorb / vend törvényében egyaránt szerepel a szorb himnusz használatának joga a szorbok által lakott területeken. Mindazonáltal a Rjana Łužica cím egyik jogszabályban sem szerepel explicit módon.

## Fordítás
Ez a szócikk részben vagy egészben  a   Rjana Łužica című német Wikipédia-szócikk ezen változatának fordításán alapul.  Az eredeti cikk szerkesztőit annak laptörténete sorolja fel. Ez a jelzés csupán a megfogalmazás eredetét és a szerzői jogokat jelzi, nem szolgál a cikkben szereplő információk forrásmegjelöléseként.